# PNC Arena
PNC Arena (lub Raleigh Entertainment and Sports Arena, dawniej RBC Center) – hala znajdująca się w mieście Raleigh w Stanach Zjednoczonych. W 2002 roku firma Royal Bank of Canada za 80 milionów USD wykupiła na 20 lat prawa do nazwy hali. W 2011 roku prawa te wykupiła korporacja PNC Financial Services, a od 15 marca 2012 oficjalna nazwa hali to PNC Arena.

## Użytkownicy
- Carolina Hurricanes (NHL)
- NC State Wolfpack (NCAA)

Drużyny wcześniej rozgrywające mecze w hali
- Carolina Cobras (AFL)

## Wydarzenia
- 12 grudnia 2001: koncert Britney Spears
- 2002: finałowe mecze Pucharu Stanleya
- 2004: NHL Draft
- 2006: finałowe mecze Pucharu Stanleya
- 2006: koncert Nickelback
- 2007: koncert Red Hot Chili Peppers

## Informacje
- adres: 1400 Edwards Mill Rd Raleigh, NC 27607
- rozpoczęcie prac budowlanych: 22 lipca 1997
- otwarcie: 29 października 1999
- koszt budowy: 158 milionów USD
- architekt: Odell
- pojemność:
  - hokej: 18 730 miejsc
  - koszykówka: 19 722 miejsc